# Conway Hall Ethical Society

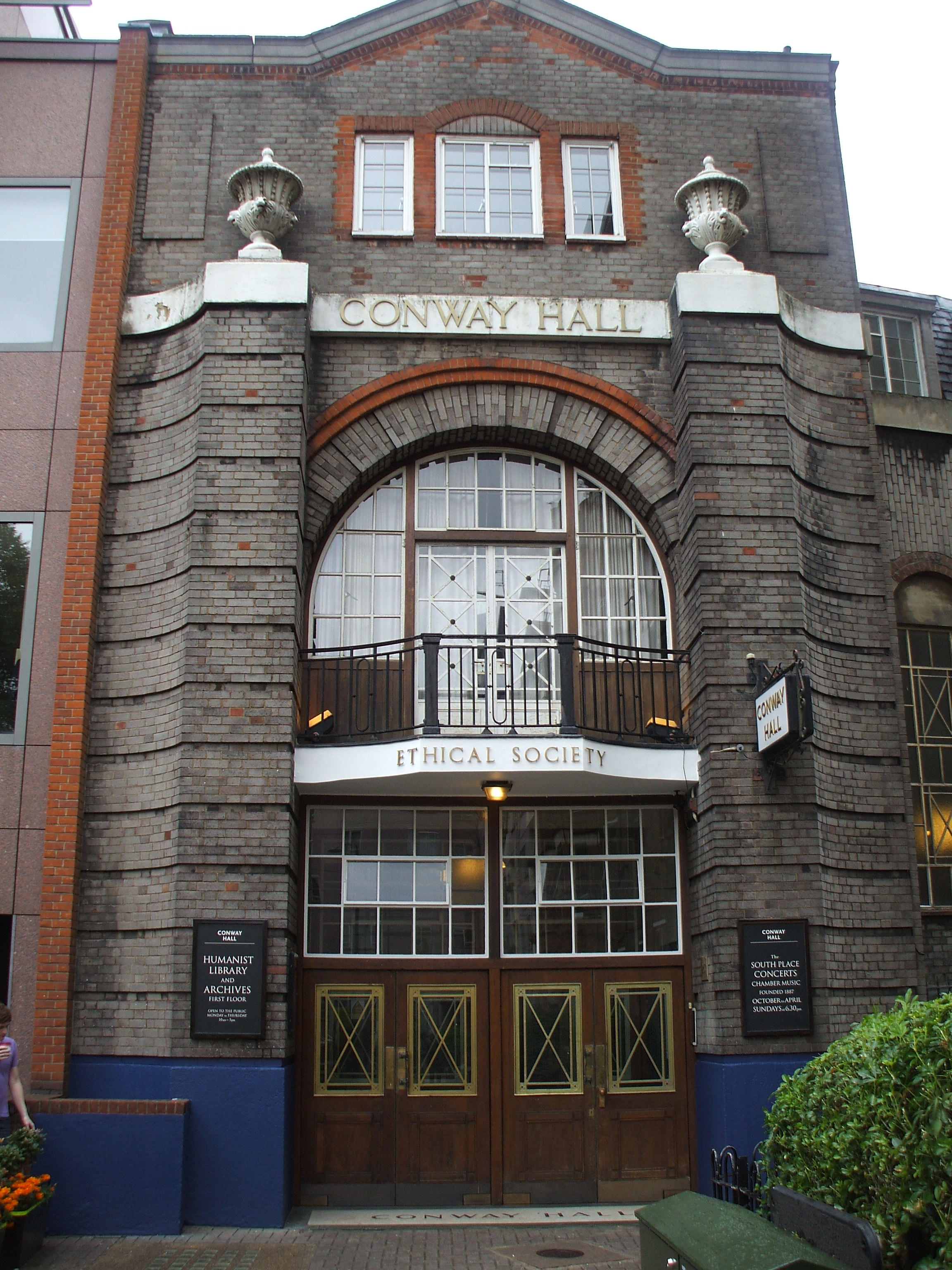
Eingang der Conway Hall

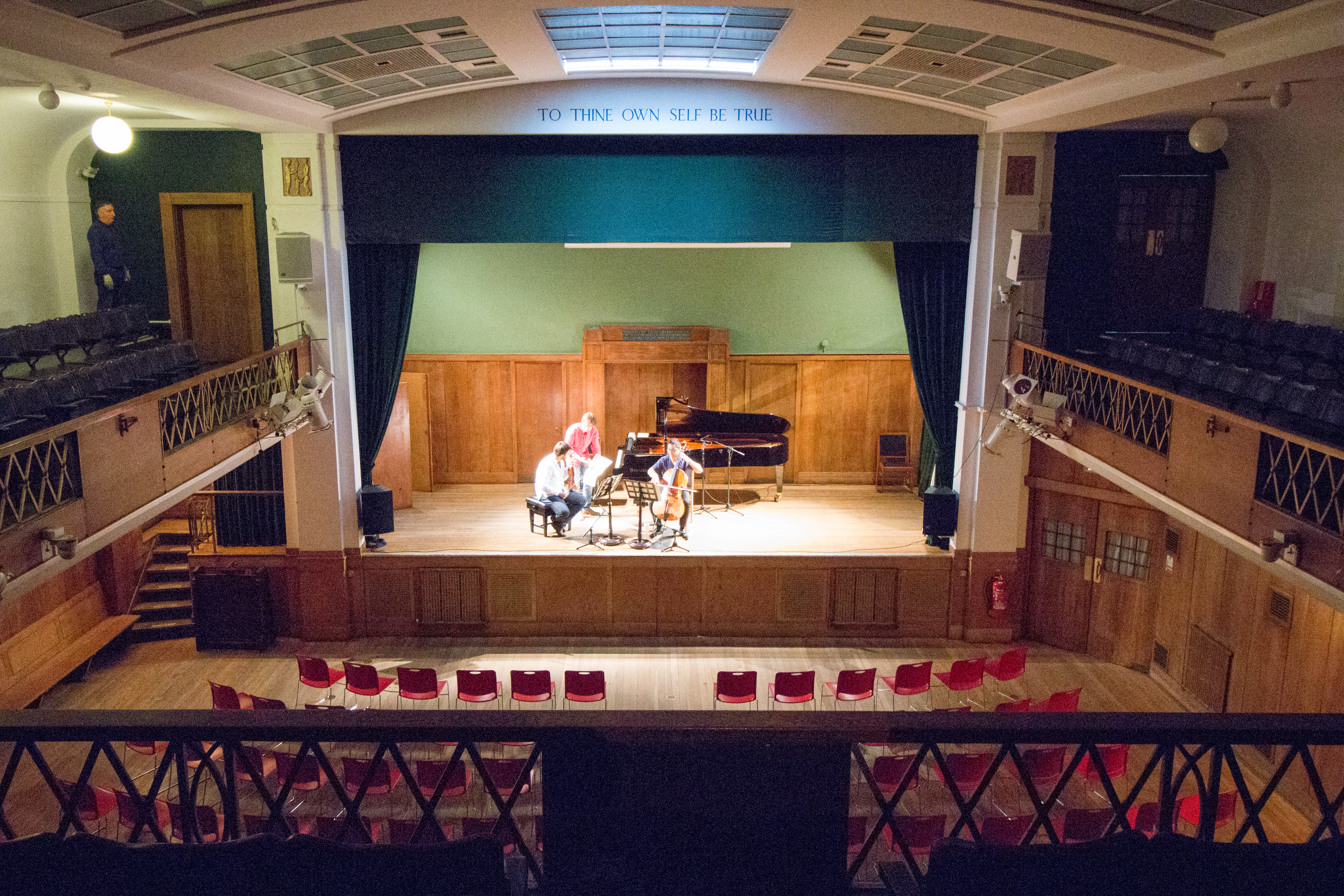
Das Innere

Die Conway Hall Ethical Society, bis 1992 die South Place Ethical Society, ist die älteste noch existierende Freidenker-Organisation der Welt und einzige verbleibende Ethical Society im Vereinigten Königreich. Sie setzt sich heute für den säkularen Humanismus ein.

## Geschichte
Die Geschichte der South Place Ethical Society geht zurück auf das Jahr 1787, als eine nonkonformistische Gemeinde (Universal Baptists) unter der Leitung von Elhanan Winchester universalistische Positionen angenommen hatte, also sich gegen die theologische Vorstellung einer Verdammnis ausgesprochen hatte. Am 14. Februar 1793 konnte sie ihre erste Versammlungsstätte in der Parliament Court Chapel am östlichen Rand Londons einweihen. 1817 wurde der unitarische Theologe William Johnson Fox Pfarrer der Gemeinde, die sich damit vom Universalismus ausgehend für den Unitarismus öffnete, also die Betonung der Vernunft und Ablehnung der Trinität. Im Jahr 1824 baute die Gemeinde eine neue Kapelle am South Place im Finsbury-Viertel im Zentrum Londons. War die Gemeinde zunächst weiter konfessionell geprägt, wandte sie sich unter Moncure Conway, der die Gesellschaft von 1864 bis 1885 und von 1892 bis 1897 führte, vom Unitarismus ab. Unter Stanton Coit wurde der Name 1888 von South Place Religious Society zu South Place Ethical Society geändert. 1929 wurde die Conway Hall im nahe gelegenen Bloomsbury (Camden) eingeweiht. Seit 1950 gehört die Gemeinde bzw. Gesellschaft zur Internationalen Humanistischen und Ethischen Union.

## Sunday Assemblies
Seit Beginn des Jahres 2013 finden an jedem ersten und dritten Sonntag des Monats in der Conway Hall Sunday Assemblies statt, die von Anbeginn von Hunderten von Besuchern aufgesucht wurden.